# Попов, Георгий Николаевич
Гео́ргий Никола́евич Попо́в (18 января 1925, Казань, Татарская АССР, СССР — 24 июля 1988, Харьков, УССР, СССР) — советский историк, специалист по истории Болгарии, основоположник харьковской исторической школы болгаристики. Доктор исторических наук, профессор.

## Биография
Родился 18 января 1925 года в Казани.
В 1942 году окончил среднюю школу в посёлке Славянский Краснодарского края. В марте 1943 года был призван в ряды Красной Армии. Участник Великой Отечественной войны.
В 1951 г. окончил исторический факультет Харьковского государственного университета. В 1951—1954 гг. обучался в аспирантуре при кафедре марксизма-ленинизма ХГУ.
В 1954 году защитил диссертацию на соискание учёной степени кандидата исторических наук по теме «Борьба Болгарской Коммунистической партии за подъём культурного уровня трудящихся масс (1949—1952 гг.)».
В 1967 году защитил диссертацию на соискание учёной степени доктора исторических наук по теме «Болгарские коммунисты в борьбе за осуществление культурной революции (1944—1958 гг.)».
С 1954 по 1979 г. — доцент, профессор кафедры истории КПСС ХГУ. С 1979 по 1988 г. — заведующий кафедры новой и новейшей истории исторического факультета этого же университета. На историческом факультете читал общий лекционный курс по новейшей истории стран Европы и Америки, специальный курс по истории Болгарии. Внёс существенный вклад в подготовку специалистов в области болгаристики. Его учениками являются историки В. В. Бойко, Л. Л. Дубова, А. И. Елкин, С. Ю. Лукаш, Л. П. Решетников, М. Г. Станчев, С. Ю. Страшнюк, А. И. Тумаков и А. П. Чижов.
Опубликовал более 130 научных, научно-популярных и учебно-методических работ в области болгаристики. Был членом редакционной коллегии журналов «Новая и новейшая история» и «Вестник Харьковского университета» (серия «История»), членом специализированных Советов по защите докторских и кандидатских диссертаций. Под научным руководством Г. Н. Попова было защищено более 30 диссертаций. Был удостоен государственных наград СССР и Народной Республики Болгария.
Скончался 24 июля 1988 года на 64 году жизни.

## Научные труды

### Монографии
- Попов Г. Н. Болгарские коммунисты в борьбе за осуществление культурной революции (1944—1948). — Харьков : Издательство Харьковского университета, 1966. — 232 с.

### Статьи
на русском языке
- Попов Г. Н. Борьба Болгарской коммунистической партии за ликвидацию неграмотности и малограмотности среди взрослого населения страны в годы первой пятилетки (1949—1953) // Узху. — 1956. — Т. 75 : Тр. каф. ист. КПСС и диалект. и ист. материализма. — Т. 3. — С. 163—177.
- Попов Г. Н. Влияние первой русской революции на подъём революционного движения в Болгарии в 1905—1907 гг. // УЗХУ. — 1956. — Т. 66 : Тр. каф. марксизма-ленинизма.- Т. 2. — С. 253—273.
- Попов Г. Н. Борьба Болгарской коммунистической партии за создание социалистической народной интеллигенции (1949—1953) // УЗХУ. — 1957. — Т. 85 : Тр. каф. истории КПСС и диалект. и ист. материализма. — Т. 4. — С. 169—190.
- Попов Г. Н. Великая Октябрьская социалистическая революция и освобождение болгарского народа от империалистической зависимости и капиталистического рабства // УЗХУ. — 1957. — Т. 88 : Тр. каф. истории КПСС. — Т. 6. — С. 455—476.
- Попов Г. Н. Мероприятия Болгарской коммунистической партии по улучшению деятельности культурно-просвеггигельньгх учреждений (1949—1952 гг.) // УЗХУ.- 1964.- Т. 145 : Тр. каф. ист. КПСС. — Вып. 2. — С. 139—153.
- Попов Г. Н. Город Харьков в жизни и деятельности Марина Дринова // Марин Дринов : исслед. харьк. ученых, посвящ. 150-летию со дня его рождения. — София, 1991. — С. 9-36.

на других языках
- Попов Г. Н. Ленински кооперативен план и неговото творческо приложение в сельского стопансово в България // По некой въпроси на марксистао-ленинската теория и практика в България. — Пловдив, 1964. — С. 170—187.
- Попов Г. Н. Роль болгарської комуністичної партії в розвитку художньої літератури (1944—1958 pp.) // НПІ КПРС. — 1966. — Вип. 7. — С. 115—132.
- Попов Г. Н. Първите крачки на съветско-болгарското сътрудничество в рязвитието на народна просвета (1944—1948 гг.) // България в света от древността до наши дня. — София, 1979. — Т. 2. — С. 404—413.
- Попов Г. Н. Учен, държовен и обществен деец // Марин Дринов, 1838—1906 : библиогр. указ. и док. наследство. — София, 1990. — С. 7-25.